# Ken Brandon
Kenneth Alfred "Ken" Brandon (8 tháng 2 năm 1934 – tháng 5 năm 1994) là một cầu thủ bóng đá thi đấu ở vị trí tiền vệ chạy cánh ở Football League cho Swindon Town, Chester và Darlington.